# Bully (Sena Marítimo)
Se você está procurando pelo jogo da Rockstar, procure por Bully (jogo)
Bully é uma comuna francesa na região administrativa da Normandia, no departamento de Sena Marítimo.
Estende-se por uma área de 19,91 km². Em 2010 a comuna tinha 939 habitantes (densidade: 47,2 hab./km²).